# Zuoyunlong
Zuoyunlong (il cui nome significa "drago di Zuoyun") è un genere estinto di dinosauro ornithischio hadrosauroide vissuto nel Cretaceo superiore, circa 95 milioni di anni fa (Cenomaniano), nella zona dell'attuale Cina.
Nel 2015, la specie tipo Zuoyunlong huangi è stata nominata e descritta da Wang Runfu, You Hailu, Wang Suozhu, Shichao Xu, Yi Jian, Xie Lijuan, Jia e Lei Xing Hai. Il nome generico, Zuoyunlong, si riferisce alla Prefettura di Zuoyun unito alla parola cinese long ossia "drago". Il nome specifico, huangi, onora il paleontologo cinese Huang Weilong.
L'olotipo, SXMG V 00 004, è stato trovato dalla squadra del regionale Geological Survey Shanxi in uno strato della Formazione Zhumapu nella Provincia di Shanxi, che risale al Cenomaniano, circa 95 milioni di anni. L'olotipo si compone di due ossa, ossia la metà destra del bacino e un ileo parziale con il numero di campione ZY004-001, e l'estremità inferiore dell'ischio destro, catalogato come ZY004- 002. Al genere sono stati assegnati ulteriori esemplari ancora non descritti.
I descrittori hanno stabilito una caratteristica unica derivata (autapomorfia) per questo taxon: il foglio posteriore dell'ileo ha solo la metà della lunghezza del corpo principale. L'ileo ha una lunghezza di 62 centimetri il che indica una lunghezza complessiva dell'animale di circa 8 metri.
L'analisi cladistica condotta da Wang et al. ha scoperto che lo Zuoyunlong aveva una posizione basale all'interno di hadrosauroidea, come sister taxon di Probactrosaurus. Lo Zuoyulong è quindi finora l'hadrosauroide più basale noto dalla Cretaceo superiore. Siccome esistono altri hadrosauroidi basali conosciuti al di fuori dell'Asia, come l'Eolambia e il Protohadros dal Nord America, datati al Cenomaniano, i descrittori considerano che probabilmente lo Zuoyunlong era vicino alla separazione tra gli hadrosauroidi asiatici e nordamericani.